# خودصداها

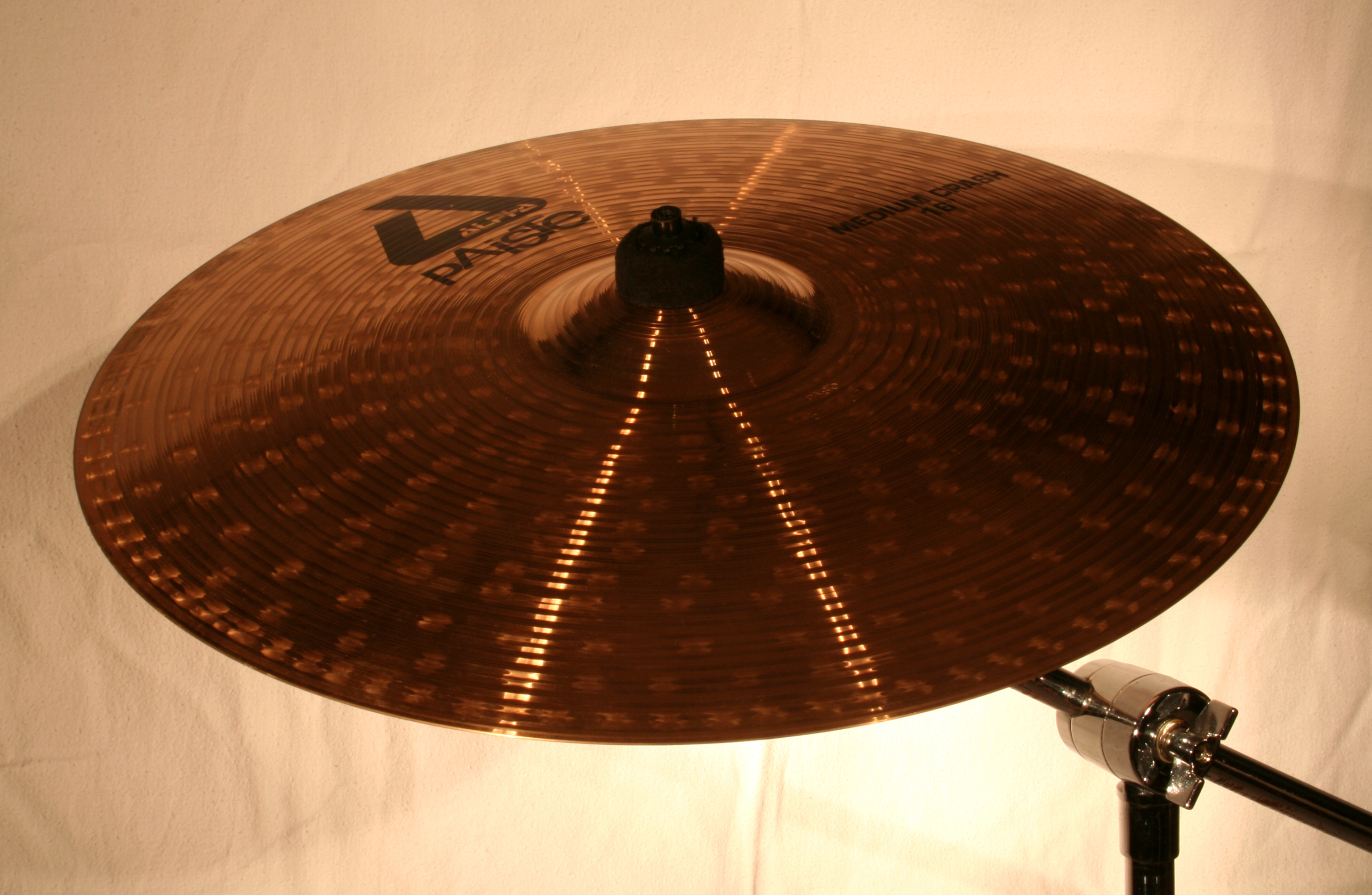
خودصداها یا ایدیوفون‌ها: سازهایی که با ارتعاش بدنه، نه سیم یا هوا، صدا تولید می‌کنند.

خودصداها یا ایدیوفون‌ها (به انگلیسی: idiophones) رده‌ای از سازهای موسیقی در طبقه‌بندی هورن‌بوستل-زاکس هستند. در این رده، تولید صدا با ارتعاش بدنهٔ ساز صورت می‌گیرد.
صدای این گروه از سازها از طریق بدنهٔ ساز و با ضربه‌زدن، مالش دادن، کشیدن یا لرزاندن قطعات ساز تولید می‌شود و نه از طریق ارتعاش سیم یا دمیدن هوا.

## زیرمجموعه‌ها
خودصداها را می‌توان براساس نوع تولید صدا به این بخش‌ها تقسیم کرد:
- ضربه‌ای: این نوع از سازهای خودصدا، با ضربه‌زدن اجزای ساز به یکدیگر تولید صدا می‌کنند. مانند قاشقک و سنج که با ضربهٔ یک جفت از آن‌ها به هم، صدایی ساده یا زنگ‌دار ایجاد می‌شود.
- سایشی: در این نوع، با سایش بخش مرتعش ساز ایجاد صدا می‌شود؛ مانند اره موزیکال و آرمونیکا.
- ضربی: با ضربه‌زدن توسط جسم دیگری مثل چوب، چکش و پتک به صدا در می‌آیند. مثل: زنگ و گُنگ.
- انقباضی
- خراشی: خراش دادن جسم مرتعش توسط یک جسم غیر مرتعش ایجاد صدا می‌کند.
- تکانی: با لرزاندن و تکان‌دادن سریع ساز، صدا ایجاد می‌شود مثل ماراکاس
- کوبشی: کوبیدن جسم در سطحی مثل زمین.